# 골회
골회(bone ash) 또는 뼛가루는 뼈가 하소되어 생성되는 흰색 물질이다. 일반적인 골회는 약 55.82%의 산화 칼슘, 42.39%의 오산화 이인, 1.79%의 물로 구성된다. 이러한 화합물의 정확한 구성은 사용되는 뼈의 유형에 따라 다르지만 일반적으로 골회의 공식은 Ca5(OH)(PO4)3이다. 골회의 밀도는 일반적으로 약 3.10g/mL이고 녹는점은 1670°C(3038°F)이다. 대부분의 뼈는 하소를 통해 세포 구조를 유지한다.

## 같이 보기
- 골탄
- 수경 재배
- 화장 (장례)